# Maurice Pourchet
Maurice-Jean-Fernand-Alexis Pourchet, né le 2 novembre 1906 à Morteau (Doubs) et mort le 2 janvier 2004 à Besançon, est un prélat français, évêque de Saint-Flour de 1960 à 1982.

## Biographie
Maurice Pourchet est né dans une ancienne famille franc-comtoise. Il est l'oncle du général Maurice Faivre. Ordonné prêtre en juin 1931, il a exercé son ministère dans le diocèse de Besançon pendant près de trois décennies avant d'être nommé évêque.
En mars 1960, il est nommé par le pape Jean XXIII évêque de Saint-Flour, succédant à François Marty, futur archevêque de Paris. Pendant son épiscopat, il participe activement aux quatre sessions du concile Vatican II (1962-1965), s’impliquant notamment sur le rôle des laïcs dans l'Église, ainsi que sur l'adaptation de l'Église aux évolutions de la société contemporaine.
Il occupe la fonction d'évêque de Saint-Flour jusqu'à sa retraite en mai 1982.
Maurice Pourchet s’éteint à Besançon le 2 janvier 2004, à l’âge de 97 ans.

## Publication
- Le Prêtre et vous, 1964